# 満偉
満 偉（まん い）は、中国三国時代の魏の政治家。字は公衡。本貫は兗州山陽郡昌邑県。父は満寵。子は満長武。妹は司馬榦の妃。

## 事績
正始3年（242年）、父の満寵が亡くなると、昌邑侯の爵位を継いだ。満寵と同じく身長は八尺に達し、品格のあることで名を知られた。
嘉平6年（254年）、皇帝曹芳廃位の上奏文に、衛尉・昌邑侯として名を連ねている。
甘露2年（257年）、諸葛誕の乱が勃発するが、満偉は病により従軍せず、子の満長武も見舞いのため早々に軍を離れたことで、司馬昭の恨みを買った。
甘露5年（260年）、甘露の変に際し、満長武は城門を守っていたが、司馬榦らの入城を拒否したことで杖刑を受け、殺害された。満偉もまた連座して免職となり、庶人に落とされた。人々は冤罪として同情を寄せた。